# 恭州 (唐朝)
恭州，中国唐朝时设置的州。
开元二十四年（736年）析静州置，治所在广平县（后改和集县，今四川省红原县南刷经寺镇）。下辖和集县、博恭县（今四川省黑水县沙石多乡甘石坝）、烈山县（今四川省黑水县沙石多乡羊茸村）。辖境相当今四川省红原、黑水等县一带。天宝元年（742年）改为恭化郡，乾元元年（758年）复为恭州。广德元年（763年）地入吐蕃。
恭州刺史
- 董嘉献（793年前）